# 雷諾茲 (內布拉斯加州)
雷諾茲（英語：Reynolds）是位於美國內布拉斯加州傑佛遜縣的村。

## 人口
根據2020年美國人口普查的數據，雷諾茲的面積為0.65平方千米，皆為陸地。當地共有人口59人，而人口密度為每平方千米91人。